# Политология (УНСС)
Катедра „Политология“ в Университета за национално и световно стопанство е създадена през есента на 1990 г. с решение на Академичния съвет на УНСС.
Същата година са разработени и първите учебни планове по специалност Политология. През 1992 г., във връзка с преминаването на университета от катедрена към департамента структура и обединяването на сродни катедри, е създаден департамент по „Социология и политически науки“ с две секции – „Социология“ и „Политология“. Структурните изменения в УНСС през 1995 г. възстановяват факултетите и катедрите и тогава катедра „Политология“ е обособена като самостоятелна.
През 1996 г. тя става първата българска катедра по „Политология“ – член на Европейски консорциум по политически изследвания|Европейския консорциум по политически изследвания (ECPR - European consortium for political research).
Ръководител на катедра „Политология“ от нейното създаване е проф. д-р Георги Янков.